# La lettura (Manet)
La lettura è un dipinto a olio su tela (45,2×73,5 cm) del pittore francese Édouard Manet, realizzato nel 1865-1873 (?) e conservato al museo d'Orsay di Parigi.

## Descrizione
L'opera raffigura Suzanne Leenhoff, la giovane donna che Manet sposò nel 1863. Suzanne veste un abito di mussola bianco leggero, elegante e vaporoso, un orecchino che appena si intravede tra le ciocche di capelli sfuggite all'acconciatura e una collana nera. La donna siede su un divano bianco, che ripropone cromaticamente il candore del tendaggio retrostante, che scostandosi leggermente lascia intravedere un balcone. A destra si nota intento a leggere Léon-Édouard Koëlla, il bambino che Manet avrebbe generato con Suzanne (la paternità, pur presunta, non è mai stata tuttavia accertata), il cui volume controbilancia il peso delle piante sulla sinistra.
La lettura presenta una grande affinità con la Sinfonia in bianco di James Abbott McNeill Whistler, un americano trapiantato a Parigi che pure fu esposto al pubblico ludibrio nel Salon des Refusés. Non è chiaro se Manet impostò l'opera come un omaggio a quella di Whistler, anche se appare molto probabile che pensò alla Sinfonia in bianco durante la stesura del dipinto. Con la sua morbida opalescenza, in ogni caso, La lettura è la tela manetiana che più di tutte si avvicina alla poetica luministica dell'Impressionismo.